# Iva Borović
Iva Borović (Zara, 5 ottobre 1988) è un'ex cestista e allenatrice di pallacanestro croata.

## Carriera
Con la Croazia ha disputato i Campionati europei 2015.